# Achille Jacopin
Pour les articles homonymes, voir Jacopin.
Achille Émile Jacopin est un sculpteur français né en 1874 et mort en 1958 à Château-Thierry (Aisne).

## Biographie
Achille Émile Jacopin est né le 2 novembre 1874 à Château-Thierry (Aisne). Il est l'enfant naturel d'Achille Victor Jacopin et de Claire Virginie Michon. À sa naissance, il est cependant déclaré enfant légitime de Aris Éléonore Libercé (à la profession et au domicile alors inconnus) et de Claire Virginie Michon. Celle-ci, devenue veuve à la suite du décès de son mari à Paris, le 6 février 1878, épouse Achille Victor Jacopin le 5 février 1890 à Château-Thierry.
Achille Émile est adopté par son père naturel, le 26 décembre 1895. Et le 19 novembre 1907, à la faveur de la loi du 7 novembre 1907, les époux Jacopin et Michon reconnaissent Achille Émile comme leur enfant naturel et légitime.

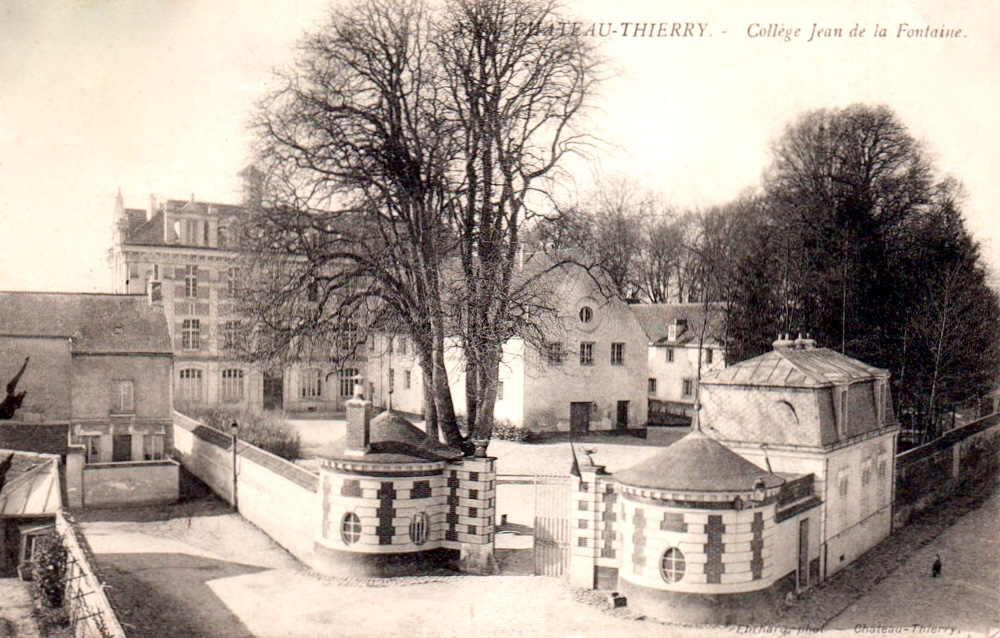
Château-Thierry, collège Jean de La Fontaine.

Il fait ses études au Collège Jean de La Fontaine.
- «Tout jeune sa vocation se précise. Il reçoit en cadeau une boîte de peinture à l'huile et prend des leçons de dessin avec un vieil habitant du quartier Saint-Martin, ancien photographe. À sa sortie du collège, son père, drapier à Rouen, veut en faire un voyageur de commerce en tissus. Mais cela ne l'intéresse pas car il veut être sculpteur sur bois. Son père ne le contrarie pas et Achille Jacopin entre au service de M. Delettre, ébéniste de la Grande Rue. Il y reste deux ans puis part pour Paris où il devient sculpteur dans une grande maison, Delmas, rue de la Roquette. Il se perfectionne et passe l'examen d'ouvrier d'art»[4].

Il suit les cours de l'École nationale supérieure des arts décoratifs et l'École nationale supérieure des beaux-arts à Paris. Il est l'élève d'Alexandre Falguière et d'Antonin Mercié, tous les deux membres de l'Académie des beaux-arts.
Achille Jacopin a longtemps gardé le patronyme de Michon-Jacopin, comme on peut le voir sur son acte de mariage. Le 22 mai 1903, en effet, à Château-Thierry, Achille Émile Michon-Jacopin épouse Georgette Marie Georges, couturière. Il a alors 28 ans et elle 19 ans. Cette union se termine par un divorce, prononcé le 30 novembre 1917.

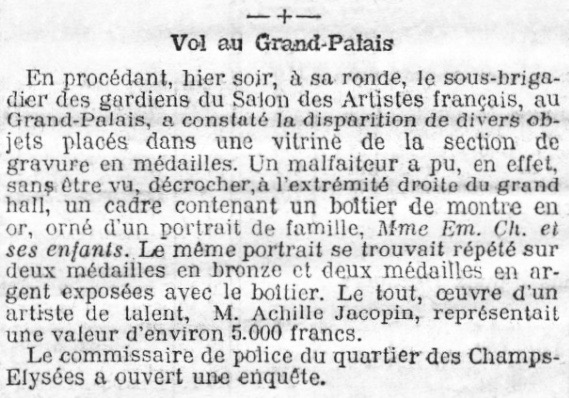
Article du Gil Blas, 24 juin 1903.

Il a réalisé de nombreuses œuvres dans sa région, et particulièrement à Château-Thierry. À côté de la sculpture, il est aussi l'auteur de peintures et a prouvé des talents de compositeur, de musicien et d'interprète.
Achille Jacopin meurt à Château-Thierry le 5 février 1958.

## Œuvres

### Sculptures

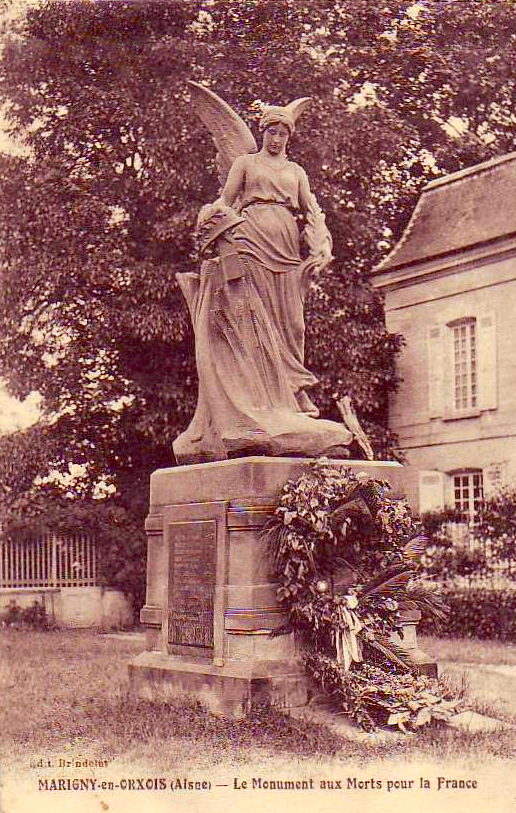
Marigny-en-Orxois, monument aux morts.

- Buste du docteur Cardot, bronze, 1901.
- La Paye est l'œuvre la plus connue de Jacopin. La première épreuve en plâtre date de 1906. L'œuvre a été utilisée par les associations antialcooliques.
- Le monument commémoratif d'Émile Lupette (1844-1909) à Dampleux réalisé en 1910[5]
- Le monument aux morts de Château-Thierry[6] : Le Linceul (1912), dédié aux 35 tués du 2 septembre 1914[7].
- Deux monuments aux morts à Sézanne.
- Le monument aux morts de Londinières (1922), en Seine-Maritime.
- Le monument aux morts de Marigny-en-Orxois (Aisne), en grès rose.
- Le monument aux morts de Viels-Maisons (Aisne).
- Buste du champion de boxe, Jacques Royer-Crécy (1928-2014).

### Peintures
- Nature morte à la cafetière et au sucrier.

### Arts décoratifs
- Vase en plâtre patiné à décor symboliste figurant deux personnages en bas-relief cueillant des fruits.
- série des "rats", par exemple : Rats se disputant un œuf, bronze et marbre.

## Hommages
La commune de Château-Thierry a élaboré un parcours découverte à travers la ville permettant de découvrir les œuvres de Jacopin.
En novembre 2015, Jean-François Jacopin, petit-fils de l'artiste, a fait don d'œuvres de son aïeul à la ville de Château-Thierry.